# Fabius Postumus
Fabius Postumus (sein Praenomen ist nicht bekannt) war ein im 2. Jahrhundert n. Chr. lebender Angehöriger des römischen Ritterstandes (Eques).

## Leben
Durch ein Militärdiplom, das auf den 23. August 162 datiert ist, ist belegt, dass Postumus 162 Tribun der Cohors I Flavia Numidarum war, die zu diesem Zeitpunkt in der Provinz Lycia et Pamphylia stationiert war.